# 毛毓祥
毛毓祥（？—17世紀），號燕山，直隸常州府武進縣人，明朝、南明政治人物。

## 生平
崇禎九年（1636年），毛毓祥舉丙子科應天鄉試，崇禎十年（1637年）聯捷進士，户部观政，本年十月授广东香山知县，十三年考察，十四年補漳州府炤磨，十五年升福建海澄知縣，弘光元年升兵部职方司主事，累官海北副使、廣東按察使。隆武帝繼位後召授左通政。李成棟反正，毛毓祥自通政使陞任戶部右侍郎，調任禮部，永曆二年（1648年）晉刑部尚書。之後他見世事不可為，因此上奏家眷弟名帖，自陳愚憊辭官；後來隱居在蘇州直到去世。

## 家族
曾祖毛诚，廪监赠中书；祖毛中孚，庠生，授儒官；父毛应斗，庠生。

## 引用
1. ↑  《崇祯十年丁丑科进士三代履历》：毛毓祥，曾祖诚，廪监赠中书；祖中孚，庠生，授儒官；父应斗，庠生。燕山，诗二房，乙卯四月初十日生，武进人，丙子五十七，会一百五十三名，三甲一百六名，户部观政，本年十月授广东香山知县，庚辰考察，辛巳補漳州府炤磨，壬午升海澄知县，乙酉升兵部职方司主事。
2. 1 2  錢海岳《南明史·卷五十七·列傳第三十三》：同時毛毓祥，武進人。崇禎十年進士。授海澄知縣。累遷海北副使、廣東按察使。紹宗立，召左通政。
3. ↑  錢海岳《南明史·卷三·本紀第三》：（永曆二年）八月癸巳朔，……封李成棟惠國公，挂翼明大將軍印，總督七省恢剿軍務；郭都賢兵部尚書、東閣大學士；周堪賡、朱由𣡊戶部尚書、東閣大學士，預機務，吳貞毓戶部尚書；毛毓祥刑部尚書；袁彭年左都御史。
4. ↑  錢海岳《南明史·卷五十七·列傳第三十三》：成棟反正，自通政使擢戶部右侍郎，調禮部，晉刑部尚書。見世事不可為，因封入章奏，雜年家眷弟名帖，自陳愚憊去。後隱蘇州卒。